# 古莲站
古莲站是位于黑龙江省漠河市古莲镇的一个铁路车站，邮政编码165307。车站建于1974年，1980年搬迁至现址:94，有富西铁路、古洛铁路经过该站，车站及其上下行区间均未电气化，距离富裕站860公里。
隶属中国铁路哈尔滨局集团加格达奇车务段，是四等客货运站。客运仅办理6245/6246次列车（加格达奇-古莲）旅客乘降；货运办理煤炭发送为主。月牙湖站开通后，车站货运由于发送量较小且呈季节性特征，车站调车由漠河站负责。